# おんどり座
おんどり座（おんどりざ、雄鶏座、Gallus）は、17世紀初頭にペトルス・プランシウスが作った星座の1つ。
ニワトリを元にした星座で、おおいぬ座に近い天の川の中、現在でいうとも座の北の部分にあたる。1612年にプランシウスが作った天球儀に初めて描かれた。1624年にヤコブス・バルチウスが著書『Usus Astronomicus Planisphaerii Stellati』の中で「ペテロがイエスを知らないと3回答えたときに鳴いたニワトリを表したもの」として紹介したが、バルチウスはプランシウスが考案したものとは知らず、イサーク・ハブレヒト2世が考案したものとして紹介している。次第に使われなくなり、ヨハン・ボーデの星図にも載っていない。